# Villatorcas
Villatorcas es una entidad de población española del municipio de Segorbe, perteneciente a la provincia de Castellón, en la Comunidad Valenciana.

## Historia
Hacia mediados del siglo XIX, el lugar, por entonces con ayuntamiento propio, tenía contabilizada una población de 100 habitantes. Aparece descrito en el decimosexto volumen del Diccionario geográfico-estadístico-histórico de España y sus posesiones de Ultramar de Pascual Madoz con las siguientes palabras:

VILLATORCAS: l. con ayunt. de la prov. de Castellon de la Plana (9 1/2 leg.), part. jud. y dióc. de Segorbe (1/2), aud. terr. y c. g. de Valencia (7 1/2). cap. en terreno desigual á la falda meridional de un monte, y ribera der. del r. Palancia; le baten los vientos del N. y E.; su clima es templado y sano, aunque se padecen algunas tercianas. Tiene 36 casas, inclusa la del ayunt.; igl. parr. (San Francisco de Asis), aneja de la de Segorbe y servida por un vicario de entrada, que presenta el señor conde de Cervellon, y un cementerio. Confina el térm. por N. con Castelnovo; E. Soneja ; S. y c. Segorbe : su estensión es de 1/2 cuarto de leg. en todas direcciones, y comprende un pequeño monte que cria tomillos, una cantera de piedra y otra de yeso. El terreno es de mala calidad en el secano, y de regular el regadio, fertilizado con las aguas del r. Palancia, de que se surten tambien los vec. para sus usos. Los caminos son locales y malos. El correo se recibe de la adm. de Segorbe por balijero tres veces á la semana. prod, : trigo, maiz, vino, aceite, algarrobas y judias; hay alguna pesca de anguilas muy sabrosas. ind.: la agrícola y 2 molinos harineros. pobl. : 22 vec., 100. alm. cap. prod.: 212,430 rs. imp.: 13,472. CONTR: el 22 por 100 de esta riqueza.
(Madoz, 1850, p. 290)

El municipio de Villatorcas desapareció de cara al censo de España de 1877, al incorporarse al de Segorbe.

## Demografía
En 2024, la entidad singular de población de Villatorcas tenía empadronados 22 habitantes, todos ellos en el núcleo de población de ese nombre.
| Gráfica de evolución demográfica de Villatorcas entre 1842 y 1860 |
| |
| Población de derecho según los censos de población del INE Población de hecho según los censos de población del INEEntre el censo de 1877 y el anterior, este municipio desaparece porque se integra en el municipio Segorbe. |